# Пеночковая синица
Пеночковая синица (лат. Sylviparus modestus) — вид птиц семейства синицевых, единственный представитель одноимённого рода Sylviparus. Выделяют три подвида. Распространены в Азии.

## Подвиды и распространение
Выделяют три подвида:
- Sylviparus modestus simlaensis Baker, 1917 — северо-запад Гималаев
- Sylviparus modestus modestus Burton, 1836 — от центра и востока Гималаев до юга Китая и полуострова Индокитай
- Sylviparus modestus klossi Delacour & Jabouille, 1930 — плато Далат (юг Вьетнама)

## Описание
Пеночковая синица является одним из самых мелких представителей семейства синицевых, достигает длины 9—10 см и массы 5—9 г. Характеризуется маленьким клювом, коротким хвостом и толстыми ногами; зеленоватым оперением и быстрыми движениями. Половой диморфизм не выражен. У взрослых особей номинативного подвида макушка и верхняя часть тела оливково-зелёные, надхвостье и верхние кроющие перья хвоста более яркие и желтоватые. Верхние кроющие перья крыла и хвост серовато-коричневые, с широкой оливково-зеленой бахромой, основание хвоста с желтоватым оттенком. Кончики больших кроющих перьев более бледные (образуют нечёткую полосу на крыле), крылышко с ярко-оливково-зеленой окантовкой. Маховые перья коричневые с оливково-зелёные бахромой. Лицо оливково-зелёное, часто с бледно-жёлтыми крапинками. Желтоватое надбровье довольно короткое (часто незаметно), узкое окологлазное кольцо желтоватое. Горло и нижняя часть тела в основном тускло-оливково-жёлтые, брюхо и подхвостье более бледные, бока с коричневатым налётом. Радужная оболочка тёмно-коричневая; клюв от тёмного рогового до голубоватого цвета с сероватыми краями; ноги голубовато-серые. Молодые особи очень похожи на взрослых, но кончики хвостовых перьев заострены. 
Подвиды мало отличаются друг от друга: у подвида S. m. simlaensis верхняя часть тела более яркая или желтовато-оливковая, окантовка маховых перьев и хвоста более яркая желтовато-зелёная, нижняя часть тела ярко-жёлтая; подвид S. m. klossi похож на предыдущий подвид, лишь макушка немного более тусклая или серая, а верхняя часть тела и окантовка маховых перьев и хвоста более зелёные.

## Вокализация
Позывки включают в себя: тонкое или пронзительное «tsit», «psit» или «pit», а также более резкое «chip» или «tchup»; иногда чередующиеся серии «psit, chup, psit psit, tchup, psit», а также быстрые трели «si-si-si-si-si-si-si-si-si» или более продолжительное и звонкое «tszizizizizi tszizizizizi». Сигнал тревоги — пронзительное «tee» или «tzee-tzee». Песня слышна с начала марта по конец мая и представляет собой серию пронзительных свистков «piu-piu-piu-piu» или «tiu-tiu-tiu», или более односложных свистов «zee-zi zee-zi zee-zi», часто повторяющихся в течение некоторого времени.

## Места обитания
Естественными местами обитания пеночковой синицы являются горные и предгорные леса умеренного пояса, в основном дубовые (Quercus), рододендроновые (Rhododendron) и смешанные леса; на больших высотах обитает в моховых лесах с эпифитами и кустарниками вдоль линии деревьев, но также может встречаться в зарослях ивы (Salix) и абрикосовых (Prunus armeniaca) садах; на юге Китая также в еловых (Picea), пихтовых (Abies) и рододендроновые лесах. 
Пеночковая синица гнездится в Гималаях на высоте 2135—3600 м над уровнем моря на западе и 1980—3350 м на востоке, выше 2350 м на северо-востоке Индии и на юге Китая; обычно на высоте 1500—2800 м или локально выше (возможно, в исключительных случаях до 4270 м в Юньнани), но до 650 м в Фуцзяни; в Мьянме на высоте 2400—3000 м на западе и на 1450—3350 м на севере, в северо-западном Таиланде на высоте 1700—2590 м; во Вьетнаме на высоте 2000—2800 м на севере и 1500—2590 м на юге. Вне периода размножения во многих частях ареала пеночковые синицы опускаются на более низкие уровни: отмечены на высоте 1200—2400 м на западе Кашмира, 1500—2800 м в Непале, на высоте 1525—3400 м в Бутане и Аруначал-Прадеше и до 900 м в некоторых районах Гималаев.

## Биология
Пеночковая синица в период размножения охотится обычно поодиночке, парами или небольшими группами; осенью и зимой чаще всего в смешанных стаях с такими птицами как синицы (особенно зеленоспинная синица, Parus monticolus), рыжеголовая длиннохвостая синица (Aegithalos concinnus), различные тимелиевые (Timaliidae), обыкновенная пищуха (Certhia familiaris), желтоголовый королёк (Regulus regulus) и пеночки (Phylloscopus). Довольно неприметная птица и редко подает голос. Добывает пищу в основном на средних и верхних ярусах деревьев и в верхних ярусах высоких кустарников. Беспокойная и подвижная, постоянно порхает среди листвы; часто нервно взмахивает крыльями, а также акробатически цепляется за ветки и листья, в том числе вниз головой. Рацион в основном неизвестен, но предположительно включает мелких беспозвоночных и личинок, а также семена.
Биология размножения исследована недостаточно. Сезон размножения приходится на апрель—май. Гнездо располагается в естественной древесной норе или дупле с очень узким входом (часто это просто тонкая щель) и размещается на высоте до 7 м от земли. Внутри выстилается мхом, шестью животных и т.п. В кладке 4—6 яиц; птенцов выкармливают оба родителя.